# Windows Write
Windows Write var ett förenklat ordbehandlingsprogram som följde med Microsoft Windows 1.0, Windows 2.0, och Windows 3.x. Dokumenten fick filändelsen .wri.